# Operettens guldålder
Operettens guldålder kallas en period inom Wieneroperetten från omkring 1860 till ungefär 1900. På grund av missbruk under Nazismen används den inte längre vetenskapligt. 

## Begrepp
Förklaringen att benämna tiden från 1860 till slutet av seklet för Wieneroperettens guldålder började på 1920-talet (med Erich Wolfgang Korngolds bearbetning av Johann Strauss den yngres operett En natt i Venedig 1923) och var tänkt att kontrastera mot nutidens underhållningskultur (såsom revyoperetten).
Termen togs över av Nazisterna på 1930-talet och användes som ett angrepp mot judiska kompositörer och författare.

## Ursprung
Intresset för musikteater och nöjen bland Wiens befolkning ökade betydligt under slutet av 1800-talet. Förutom publikens expansion ökade även deras rörlighet tack vare rivningen av den gamla stadsmuren och byggandet av Ringstraße. 1858 fann Jacques Offenbach franska operetter vägen till Wien. Carltheater, Theatre am Franz-Josefs-Kai och senare Theater an der Wien hade snabba framgångar med dessa mestadels enaktsstycken.
För att skapa en motvikt mot fransk mode och för att betona sin egen konstnärliga betydelse förlitade sig Wiens kapellmästare därefter på att återuppliva den ”tyska” traditionen utan att förlora den växande publikens föränderliga smak.
Det omsattes stora pengar under operettens guldålder då de tre mästarna Strauss, Suppé och Millöcker dominerade repertoaren och Wiens två operetteatrar Theater an der Wien och Carltheater stod i centrum för publikintresset. Och i samband med operetterna föddes nya stjärnor som komikern Alexander Girardi, som blev så populär att ha kunde tillåta sig vilka divalater som helst inom Theater an der Wien.

## Särdrag
Skådeplatsen för operetterna under "Guldåldern" var nästan alltid Wien, som på den tiden var ett av världens kulturcentrum i sin egenskap som huvudstad i Habsburgska monarkin. Ett populärt ämne för dessa operetter var aristokratins förmodade liv, medan publiken mestadels bestod av borgare. I huvudsak dominerades musiken av valser och polkor, särskilt i Johann Strauss den yngres verk.
Ett annat typiskt inslag i operetterna var den snabba anpassningen till aktuella händelser. Medan den totala arbetstiden förblev densamma förkortades produktionstiden genom att kompositören samarbetade med flera librettister och ibland även tog hjälp av en ytterligare person att orkestrera stycket. De dagsaktuella historierna gjorde emellertid att verken lika snabbt blev omoderna och irrelevanta.

## Repertoar
Wieneroperettens guldålder formades av kompositören som Franz von Suppé (Das Pensionat, Lätta kavalleriet, Boccaccio), Johann Strauss den yngre (Läderlappen, Zigenarbaronen, En natt i Venedig), Carl Millöcker (Tiggarstudenten, Gasparone, Der arme Jonathan), Richard Heuberger (Operabalen) och Carl Zeller (Der Obersteiger, Fågelhandlaren). Särskilt Läderlappen av Strauss befinner sig fortfarande på repertoaren runt om i världen. 

## Nedgång
Under 1800-talets sista decennier nådde Operettens guldålder sin höjdpunkt. Carl Michael Ziehrer (1843–1922) var en av dess sista representanter. Efter sekelskiftet började wieneroperetten ta en annan väg både vad gäller innehåll och musik, och gick över i en andra era som började med Franz Lehárs världssuccé Glada änkan 1905.
Teaterforskaren Marion Linhardt identifierar ett "allmänt uppbrott i underhållningsteatern i början av 1900-talet", som kan definieras med tre termer:
- Internationalisering: För att skapa en bättre internationell marknadsföring anammas icke-wienska moden och lokala särdrag undviks.
- Medialisering: De nya medierna filmen och grammofonskivorna får tillsammans med varietén och kabarén inflytande.
- Potentiering: Vardagen blir alltmer teknisk och underhållningsteatern blir en massproduktion.

Denna utveckling påverkade också operetten, vilket ledde till en oomstridd stilförändring.
Både kompositörerna och deras textförfattare inhöstade så stora honorar på sina operettsuccéer att de kunde inköpa villor och palats. Konkurrens saknades dock inte; på 1880-talet fanns det knappt en kapellmästare, musiklärare eller förste violinist som inte gav sig på försöket att skriva en operett. Till de komponerande musikerna sällade sig dessutom en stor skara amatörkomponister som annars var advokater, statstjänstemän och bankirer. En del hade möjligheter att satsa eget kapital på ett uppförande och så uppstod inflation inom wieneroperetten. Massor av nya verk såg rampens ljus och alldeles för många höll en låg standard.